# 미란 마리치치
미란 마리치치(크로아티아어: Miran Maričić, 1997년 6월 17일~)은 크로아티아의 사격 선수로 주 종목은 소총이다. 2024년 하계 올림픽 남자 10m 공기소총 종목에서 동메달을 획득했다.